# Mugginton
Mugginton – wieś w Anglii, w hrabstwie Derbyshire, w dystrykcie Amber Valley, w civil parish Weston Underwood. Leży 10 km od miasta Derby. W 1881 roku civil parish liczyła 194 mieszkańców. Mugginton jest wspomniana w Domesday Book (1086) jako Mogintun.